# Mullabilitat

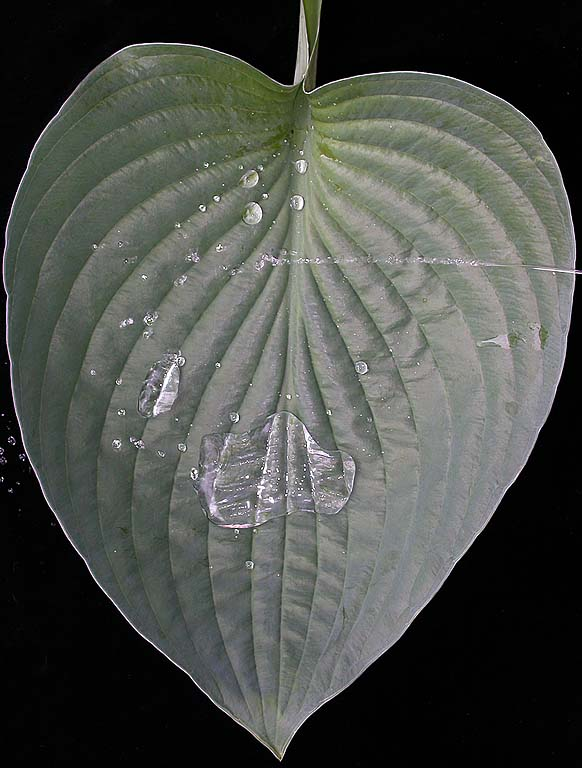
Fulla vegetal hidrofòbica de la Hosta sieboldiana.

La mullabilitat és la propietat de mullar-se que tenen les superfícies dels sòlids quan entren en contacte amb líquids.